# 10 East 40th Street
10 East 40th Street o el Mercantile Building es un rascacielos de estilo neorrenacentista situado en la zona denominada Murray Hill de Nueva York, entre la Quinta Avenida y la Avenida Madison, tomando el ancho del bloque entre las calles 39.º y 40º. Diseñado por Ludlow & Peabody y construido por Jesse H. Jones, fue terminado en 1929 y es un ejemplo de Arquitectura neorrenacentista. Cuando se construyó, se trataba de la cuarta torre más alta del mundo.
Anteriormente se conocía como Chase Tower, por su primer inquilino, Chase Brass & Copper. Su propietario hasta su muerte en 1938 fue el magnate Frederick William Vanderbilt. El 14 de noviembre de 2007, el edificio fue el último lugar en ser desconectado de la red de corriente continua original instalada por Thomas Alva Edison en la Ciudad de Nueva York.
Tiene 193 metros de altura, 48 pisos, y unos 33 000 m² de oficina o espacio de uso mixto. En septiembre de 2002, el vestíbulo del edificio fue renovado, restaurándose sus techos de 4,6 metros de altura.
Entre los inquilinos se encuentra el consulado de Marruecos.